# Mesterházy Ernő (főispán)
Mesterházi Mesterházy Ernő (Mesterháza, 1873. június 19. – Buenos Aires, 1958. november 13.) magyar jogász, mezőgazdász, evangélikus egyházkerületi felügyelő, politikus, 1918-tól 1919-ig Sopron vármegye kormánybiztos-főispánja, 1935 és 1944 között felsőházi tag.

## Élete
Mesterházy Ernő 1873-ban született a Sopron vármegyei Mesterházán, földbirtokos családban. Középiskolai tanulmányait a soproni evangélikus líceumban végezte, majd 1894-ben a magyaróvári gazdasági akadémián szerzett oklevelet. Bián lett gazdasági gyakornok, majd segédtiszt, emellett a budapesti tudományegyetem jogi karának hallgatója volt, ahol 1899-ben doktorált. 1898-ban Sopron vármegyében közigazgatási gyakornok, majd vármegyei aljegyző lett. 1901-ben kilépett a vármegyei szolgálatból, és nagygeresdi és mesterházi birtokán gazdálkodott. Saját birtokain kívül az Esterházy hercegek hitbizományából négyezer hold földet bérelt, ahol állattenyésztéssel, árpa- és kukoricanemesítéssel foglalkozott. Hosszú ideig volt a vármegye gazdasági előadója és a vármegyei gazdasági egyesület alelnöke, a közigazgatási és törvényhatósági bizottságok tagja.
1918 novemberében a Károlyi-kormány Sopron vármegye kormánybiztos-főispánjává nevezte ki, tisztségét 1919 februárjáig viselte. 1920-ban gazdasági főtanácsosnak nevezték ki. Sokáig a nagygeresdi evangélikus gyülekezetfelügyelője volt, majd 1921-ben a dunántúli egyházkerület pénzügyi bizottságának elnöke lett, 1923 és 1948 között pedig az egyházkerület felügyelője volt. 1927-ben a johannita lovagrend tiszteletbeli lovagja lett, és Sopron vármegye képviseletében a felsőház póttagjává választották, 1929-ben pedig a vármegyei törvényhatósági bizottságának örökös tagja lett. 1935 és 1944 között az evangélikus egyház képviseletében volt a Felsőház tagja, emellett az Országos Magyar Gazdasági Egyesület állattenyésztési szakosztályának elnöke és igazgatóválasztmányának tagja, illetve a Magyar Nemzeti Bank főtanácsosa volt. 1948 után Argentínába emigrált, ahol 1958-ban hunyt el.